# Fuerte de El Tolmo
El fuerte de El Tolmo, a veces llamado castillo de El Tolmo o de El Tormo, es un fuerte artillado que estuvo activo durante la segunda mitad del siglo XVIII en la defensa de la costa norte del estrecho de Gibraltar, España. Se encuentra situado en la ensenada de El Tolmo, en el tramo de costa localizado entre las ciudades de Algeciras, en cuyo término municipal se encuentra, y Tarifa. La fortificación fue declarada bien de interés cultural (B.I.C.) el 29 de junio de 1985.
La ensenada de El Tolmo se encuentra situada entre la punta de Guadalmesí y punta Botijos es un buen punto de fondeo para embarcaciones de mediano tamaño y a su vez una zona fácil de defender desde tierra y con arroyos cercanos que mantienen caudal todo el año. Aunque existen referencias a una torre almenada en la ensenada en el siglo XVI no fue hasta bien entrado el siglo XVIII cuando se construyó la fortificación.
Este fuerte formaba parte del proyecto de fortificación llevado a cabo en los entornos de la bahía de Algeciras como defensa ante las posibles incursiones británicas tras la toma del peñón de Gibraltar en 1704 si bien en un principio no formaba parte del diseño original de Jorge Próspero de Verboom que sólo contemplaba la construcción de instalaciones artilleras en la costa de la bahía. Dentro de este proyecto en la década de 1720 debió construirse una primera batería militar provisional en El Tolmo que ya en 1730 contaba con una pequeña guarnición de 1 subteniente y 11 soldados pertenecientes a la compañía de Escopeteros de Getares. Esta batería fue destruida por un navío inglés en 1740 cuando el mercante español Galera de Invierno procedente de Algeciras con destino a Ceuta fue interceptado e intentó resguardarse en su muelle.
Tras este incidente y ante las peticiones del gobernador de la ciudad de Ceuta se decidió reconstruir y ampliar el fuerte. El proyecto inicial fue realizado por el ingeniero militar Lorenzo de Solís en 1740 y se terminó de construir en 1741, siendo las obras dirigidas por los alarifes algecireños José de Molina y Francisco de León, y financiadas por la Caja de obras de Ceuta.

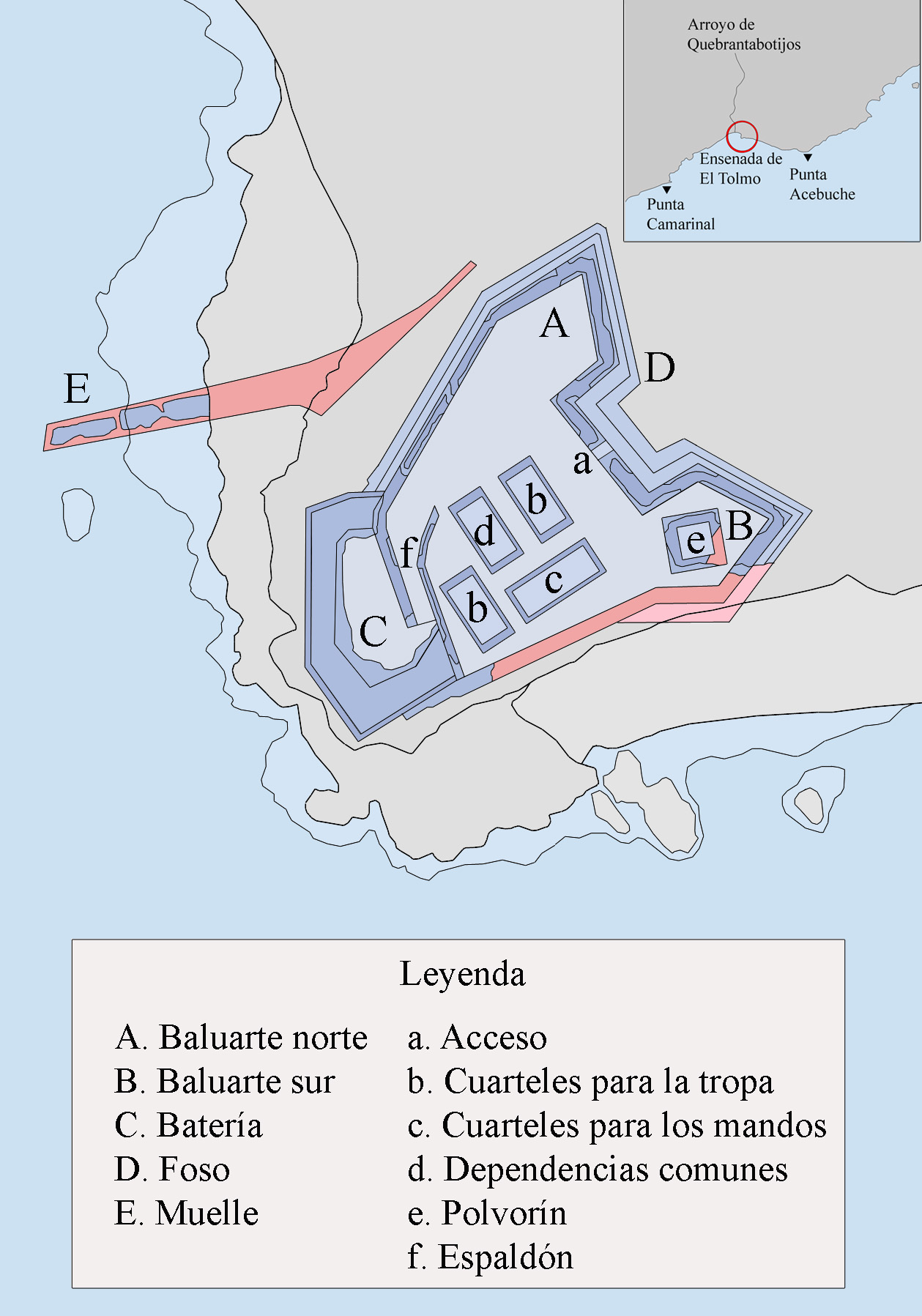
Plano del fuerte.

El fuerte de El Tolmo se sitúa en un promontorio rocoso que se adentra en el mar en el extremo norte de la ensenada homónima. Posee dos baluartes en su parte terrestre conectados por una muralla de cuatro metros de altura con una puerta, un foso salvable con un puente levadizo y una empalizada de madera. El resto de la fortificación se hallaba protegida por los propios acantilados de la roca en la que estaba construida incrementados en altura en los flancos más cercanos a los baluartes. 
En el extremo sudeste del promontorio, en el punto más elevado y de cara al mar se encontraba una batería de 250 m². Esta batería tenía capacidad para cuatro cañones de a 24 y otros cuatro de a 18, ambos ampliables al doble en caso de necesidad. Tras la batería se localizaba un alto parapeto a la barbeta que protegía las instalaciones interiores edificadas en una superficie de 500 m², los cuarteles para la tropa, los cuarteles para los oficiales, el almacén de artillería, la capilla y el polvorín. Junto al baluarte sur se construyó un pequeño embarcadero con un muelle que se adentraba unos metros en el mar y que permitía la comunicación por mar de la tropa establecida con las ciudades cercanas y el resguardo y avituallamiento de los barcos que pasaran por la zona. En 1742 se proyectó una ampliación del embarcadero destinado a facilitar el atraque de un mayor número de embarcaciones y aunque en años posteriores se realizaron varias obras la falta de presupuesto y los temporales frecuentes en la zona llevaron a que en 1761 el muelle y varios elementos de la fortificación se hallaran en ruina.

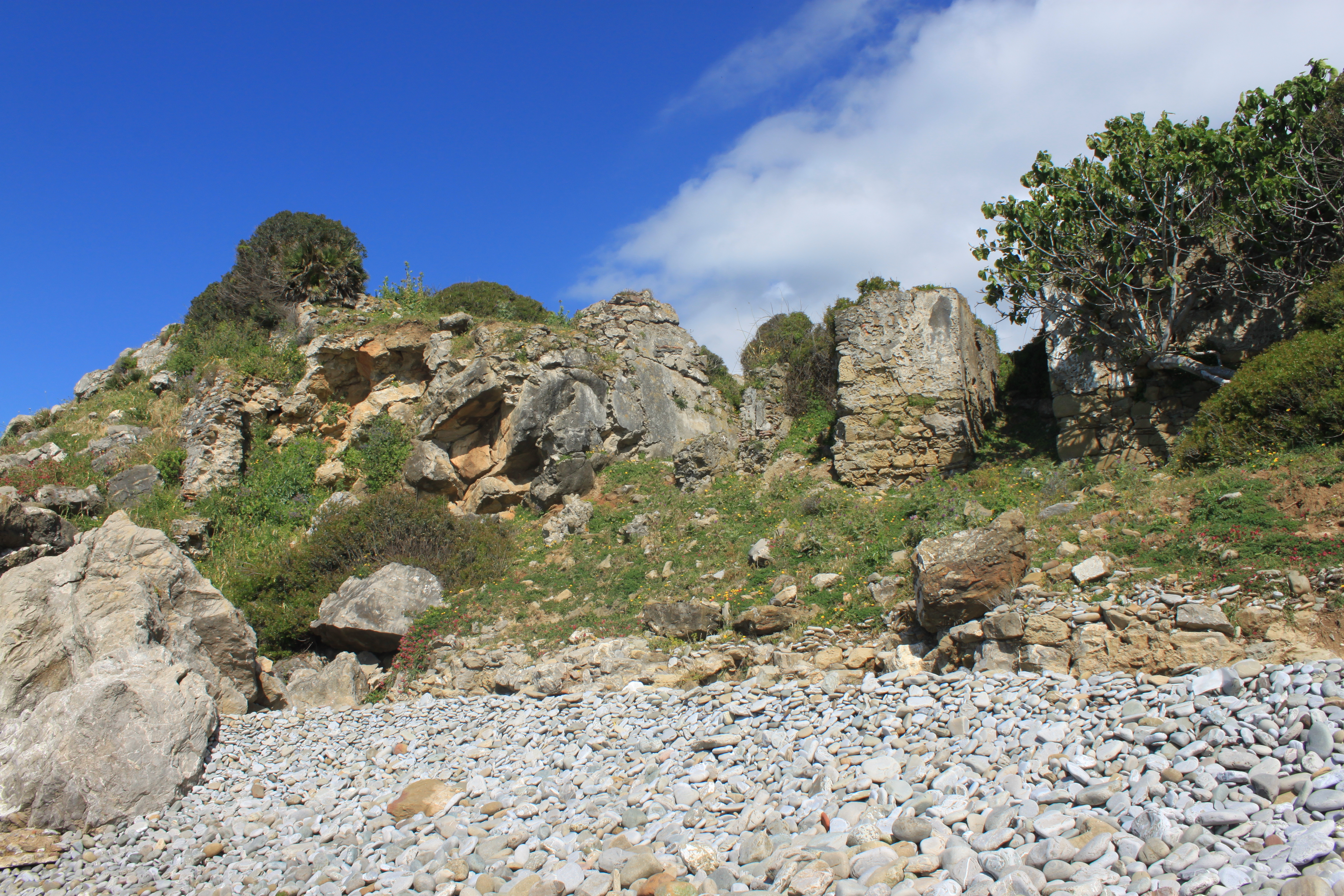
Vista desde la playa situada al norte. A la izquierda se observa el promontorio sobre el que se sitúa la batería artillada, a la derecha los restos de los cuarteles. En primer plano, en la playa, se esboza el trazado del muro que limitaba el recinto.

El fuerte mantuvo una guarnición fija, que según para lo que fue diseñada debía constar de un capitán, subalterno, dos sargentos, 4 cabos y 40 hombres de infantería y, un sargento y 14 hombres de artillería desde el momento de su construcción. Durante un tiempo, desde 1751 hasta 1755, albergó de nuevo al cuerpo de Escopeteros de Getares que tras la destrucción de la batería original se habían trasladado a un cuartel en la ensenada de Getares; sin embargo como poco tiempo después de su construcción los temporales fueron mermando su estructura y la fortificación fue viéndose insuficientemente guarnecida así, en 1800, apenas tenía dos cañones de a 24 y tres de a 18 y un oficial, un cabo y 8 hombres de infantería y un cabo y 2 artilleros.
Finalmente en 1810, durante la guerra de Independencia española, el cuerpo de zapadores del Reino Unido destruyó el fuerte de la misma manera que hiciera con otras fortificaciones de la zona para evitar que éstos cayeran en manos de las tropas napoleónicas. Los posteriores proyectos de reconstrucción, como el presupuestado con 350000 reales en 1821, nunca se llevaron a cabo y las ruinas de la instalación permanecen hoy día a la espera de su restauración.
El fuerte de El Tolmo fue un modelo ampliamente imitado en posteriores fortificaciones militares, su arquitecto empleó la misma estructura en el fuerte de San Fernando de Cartagena de Indias.

## Véase también

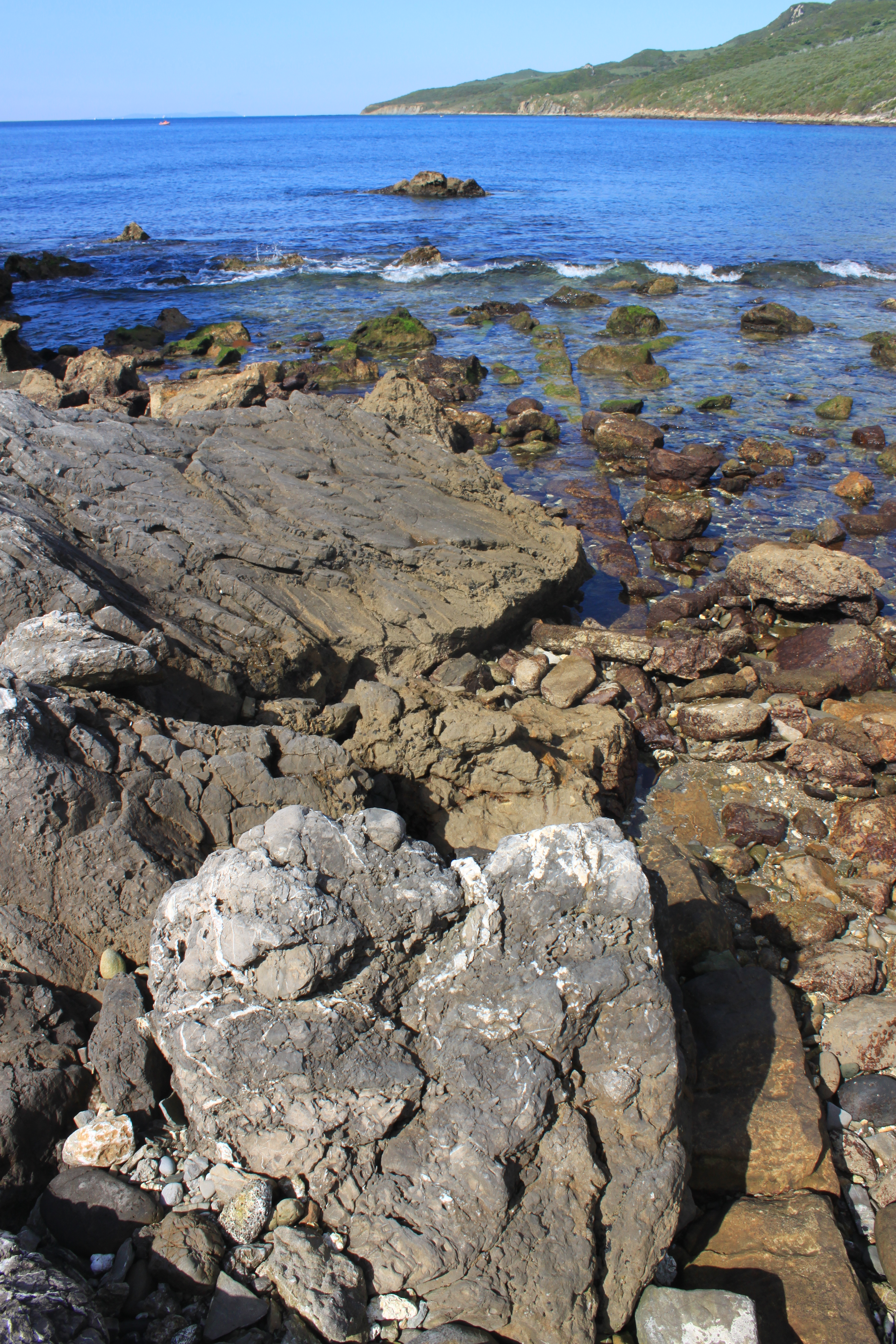
Restos muy arrasados del embarcadero.